# 고야마촌 (오사카부)
고야마촌(일본어: 小山村)은 일본 오사카부 미나미카와치군에 있던 촌이다. 현재의 후지이데라시에 해당한다.

## 역사
- 1889년 4월 1일 - 정촌제 시행에 의해 시키군 고야마촌이 성립하였다.
- 1896년 4월 1일 - 군 통합에 의해 미나미카와치군이 성립하였다.
- 1915년 11월 10일 - 후지이데라촌과 합병해, 새로운 후지이데라촌이 성립하여 동일 고야마촌은 폐지되었다.

## 교통

### 철도
현재는 구촌 지역에 현재는 니시메이한 자동차도로가 지나가고 있지만, 당시에는 미개통 상태였다.

## 참고문헌
- 角川日本地名大辞典 27 大阪府